# Gravlev Sogn
Gravlev Sogn er et sogn i Rebild Provsti (Aalborg Stift).
I 1800-tallet var Gravlev Sogn anneks til Buderup Sogn. Begge sogne hørte til Hornum Herred i Ålborg Amt. Buderup-Gravlev sognekommune blev ved kommunalreformen i 1970 indlemmet i Støvring Kommune, der ved strukturreformen i 2007 indgik i Rebild Kommune.
I Gravlev Sogn ligger Gravlev Kirke.
I sognet findes følgende autoriserede stednavne:
- Borup Gårde (bebyggelse, ejerlav)
- Fløe (bebyggelse, ejerlav)
- Gravlev (bebyggelse, ejerlav) – Gravlev er en rækkeby, hvor husene/gårdene ligger på en række
- Gravlev Hede (bebyggelse)
- Hedehuse (bebyggelse)
- Kollen (areal)
- Oplev (bebyggelse, ejerlav)
- Trøjborg (bebyggelse)